# Кухиня (водосховище)
Кухиня (Kuchyňa) — водосховище; місце розташування — округ Малацки. Розташоване біля села Кухиня.

## Основні відомості
Водосховище розташоване в місці злиття річки Малини і потока Яворинка.. Воно має площу 101 162 м², середню глибину 4,80 м і об'єм води 486 000 м³. Стіна греблі заввишки 10 метрів розділяє долину на стику Модранської та Шванкпошської долин, на межі Малих Карпат і Загорської низовини. Приплив води з річки Малина до озера в середньому становить 104,2 л/с, з річки Яворина — невідомий. Відтік води забезпечується двома штучними каналами річки Малина, які з'єднуються за селом. Береги, крім західного (штучного), пологі, з поступовим зниженням дна.